# Samuel Cunha Filho
Samuel Cunha Filho, (Bezerros, 21 de janeiro de 1931 – Recife, 17 de abril de 2007) foi um engenheiro brasileiro que se destacou em projetos dos setores nuclear e aeroespacial trabalhando em empresas norte-americanas.

## Histórico
Nascido em 21 de janeiro de 1931, filho de Samuel Domingos da Cunha e Adélia de Miranda Cunha, o Dr. Samuel Cunha Filho fez seus estudos primários em sua terra natal, Bezerros. Entre 1941 e 1946, estudou no Colégio Marista do Recife. Em agosto de 1946, aos 15 anos de idade, viajou para a Califórnia realizando assim seu sonho de estudar nos Estados Unidos. Entre 1946 e 1948 estudou inglês na Villanova Preparatory School na Califórnia. Em 1947 ingressou na Loyola Marymount University (dos Jesuítas). Graduou-se em 1951, com especialização em engenharia civil.
Em 21 de junho de 1952, casou-se com a norte americana Kathleen Flaherty, descendente de irlandeses, com quem passou quarenta e cinco anos casado e teve seis filhos, que lhes deram oito netos e um bisneto. Retornou ao Brasil, estabelecendo-se no Recife em 1953. De 1953 a 1955 foi Gerente Assistente de Operações da Esso (Standard Oil Company of Brazil), regressando aos Estados Unidos em 1955. Entre 1955 e 1961, foi Coordenador da Fábrica Chrysler Corporation, em Los Angeles , Califórnia.
Em 1961, ingressou na Atomics International (indústria nuclear e aeroespacial) onde permaneceu até 1982. Foi coordenador do projeto para construção de usinas nucleares (projetos secretos) do Departamento de Defesa dos Estados Unidos. Trabalhou para NASA, no desenvolvimento e construção do reator atômico destinado ao fornecimento de energia elétrica para a espaçonave Apollo 11, lançada em 16 de julho de 1969 e também na produção do combustível nuclear, para propulsão do módulo lunar EAGLE que pousou na lua em 20 de julho de 1969, sendo condecorado pela NASA pelo sucesso da missão do homem na lua.
Trabalhou na Missão Apollo 13 que se tornou crítica em 13 de abril de 1970 sendo um dos responsáveis pelo retorno à terra, em segurança, dos astronautas James Lovell, John Swigert e Fred Haise, em 17 de abril de 1970. Entre 1982 e 1999 trabalhou também como Gerente de Projeto da Divisão de Aeronáutica da Rockwell International na construção do bombardeiro B-1 Lancer da Força Aérea dos Estados Unidos, para o programa de defesa Guerra nas Estrelas do presidente Ronald Reagan.
Trabalhou nos programas do ônibus espacial Challenger e no SR-71 Blackbird, um avião de reconhecimento estratégico de longo alcance, capaz de voar com velocidade de 3,2 vezes a velocidade do som e altitude de 26.000 m. Aposentou-se pela Boeing Corporation. Seus excelentes trabalhos continuam servindo ao povo dos Estados Unidos dentro e fora do país, com aviões estratégicos e tecnologias de defesa para os dias atuais. Em 22 de janeiro de 2003, já viúvo e aposentado voltou a residir no Recife e em 22 de fevereiro de 2003, visitou sua cidade natal "Bezerros City" (como carinhosamente chamava), para ser homenageado. O Dr. Samuel Cunha Filho faleceu em 17 de abril de 2007.